# Iloperidone
Iloperidone, thường được bán với nhãn là Fanapt và trước đây gọi là Zomaril, là một thuốc chống loạn thần không điển hình để điều trị tâm thần phân liệt.

## Sử dụng trong y tế
Iloperidone được chỉ định để điều trị tâm thần phân liệt. Trong một nghiên cứu năm 2013 khi so sánh 15 loại thuốc chống loạn thần về hiệu quả trong điều trị các triệu chứng tâm thần phân liệt, iloperidone đã chứng minh hiệu quả nhẹ. Hiệu quả như luraidone và hiệu quả thấp hơn 13 đến 15% so với ziprasidone, chlorpromazine và asenapine.

## Mức độ có sẵn
Nó đã được Cơ quan Quản lý Thực phẩm và Dược phẩm Hoa Kỳ (FDA) chấp thuận cho sử dụng tại Hoa Kỳ vào ngày 6 tháng 5 năm 2009.

## Dược lý học
Iloperidone là một monoamin hướng tới hoạt động và chống lại các chất dẫn truyền thần kinh cụ thể, đặc biệt là nhiều phân nhóm thụ thể dopamine và serotonin. Nó được coi là thuốc chống loạn thần 'không điển hình' vì nó hiển thị sự đối kháng thụ thể serotonin, tương tự như các thuốc chống loạn thần không điển hình khác. Các thuốc chống loạn thần điển hình cũ hơn chủ yếu là thuốc đối kháng dopamine.
Iloperidone đã được chứng minh là hoạt động như một chất đối kháng ở tất cả các thụ thể được thử nghiệm. Nó thể hiện ái lực cao (nM) với serotonin 5HT2A (giá trị Ki là 5,6 nM), dopamine D2 (6,3 nM) và D3 (7.1 nM) và thụ thể noradrenaline α1 (0,36 nM) , ái lực trung bình đối với dopamine D4 (25 nM), serotonin 5HT6 (43 nM), 5HT7 (22 nM) và ái lực thấp đối với các thụ thể serotonin 5HT 1A (168 nM), dopamine D1 và histamine H1. Ngoài ra, các nghiên cứu dược động học đã xác định các đa hình nucleotide đơn liên quan đến phản ứng tăng cường với iloperidone trong điều trị cấp tính của bệnh tâm thần phân liệt.